# Take to the Skies
A Take to the Skies az Enter Shikari debütáló stúdióalbuma. A Brit Album Ranglista negyedik helyét elérő lemezből 28 000 példányt adtak el az első héten. Kiadásra került CD-n, limitált CD + DVD változatban és dupla LP-n (2 x 180grm 12" vinyl-en, azaz bakeliten). A bakelit kiadást 1000 példányszámban limitálták. Az albumból világszerte mintegy 250 000 példány kelt el és a 100 000. eladott lemez után az Egyesült Királyságban aranylemez lett. Az albumról két kislemez került ki, az 'Anything Can Happen in the Next Half Hour' és a 'Jonny Sniper'.

## Háttér információ
Az album több, debütálása előtt demó-, EP- és kislemezeken már kiadott számot is tartalmaz. A 'Mothership' demó verziója először a zenekar 2006-ban kiadott, első kislemezén jelent meg. Az Enter Shiakri, a 'Labyrinth' és a 'Return to Energiser' számok a 2005 és 2006 során kiadott demó lemezeken debütáltak.
A 'Sorry You're Not A Winner'-t (ami először a második, 2003-ban azonos néven kiadott EP lemezen jelent meg) 2006-ban, az 'OK, Time For Plan B'-vel (2005-ben kiadott, azonos című demólemezen megjelent dal) együtt újra felvették a zenekar második kislemezéhez, a 'Sorry You're Not a Winner/OK Time for Plan B'-hez. A 'Jonny Sniper' és az 'Anything Can Happen In The Next Half Hour...' számok, melyek első ízben az együttes harmadik EP-jén ('Anything Can Happen in the Next Half Hour') kerültek kiadásra 2004-ben, szintén teljes átdolgozáson estek át.
Az album európai kiadása után a zenekar meglehetősen sok időt töltött egy olyan kiadó keresésével, aki Észak-Amerika-ban is forgalomba tudja hozni a lemezt, végül aláírtak a Tiny Evil Records-hoz, így az album október 30-án az államokban is megjelenhetett.
Az album 1., 5., 9., 11., 13. és 17. száma a nem digitális kiadású példányokon cím nélkül szerepel. Az első dal általában a 'Stand Your Ground; This Is Ancient Land' elnevezéssel jelenik meg. A legtöbb esetben (ahogy részben itt is) az 5., 9., 11., 13. és 17. számok "Interlude" címmel, néha viszont csak sorszámmal szerepelnek, de pl. az iTunes-on a 9. és 17. dal 'Reprise One' és 'Reprise Two' néven látható, illetve a 17. szám 'Closing' címen is megtalálható.

## Dalok listája
Az összes dal szerzője Enter Shikari. 
| Take to the Skies | Take to the Skies                                             | Take to the Skies | Take to the Skies | Take to the Skies | Take to the Skies | Take to the Skies | Take to the Skies | Take to the Skies | Take to the Skies |
|                   | Cím                                                           | Hossz             |                   |                   |                   |                   |                   |                   |                   |
| ----------------- | ------------------------------------------------------------- | ----------------- | ----------------- | ----------------- | ----------------- | ----------------- | ----------------- | ----------------- | ----------------- |
| 1.                | Stand Your Ground; This is Ancient Land (digitális kiadásban) | 1:08              |                   |                   |                   |                   |                   |                   |                   |
| 2.                | Enter Shikari                                                 | 2:52              |                   |                   |                   |                   |                   |                   |                   |
| 3.                | Mothership                                                    | 4:30              |                   |                   |                   |                   |                   |                   |                   |
| 4.                | Anything Can Happen in the Next Half Hour...                  | 4:32              |                   |                   |                   |                   |                   |                   |                   |
| 5.                | Interlude (digitális kiadásban)                               | 1:01              |                   |                   |                   |                   |                   |                   |                   |
| 6.                | Labyrinth                                                     | 3:51              |                   |                   |                   |                   |                   |                   |                   |
| 7.                | No Sssweat                                                    | 3:16              |                   |                   |                   |                   |                   |                   |                   |
| 8.                | Today Won’t Go Down in History                                | 3:34              |                   |                   |                   |                   |                   |                   |                   |
| 9.                | Interlude (digitális kiadásban, iTunes-on: Reprise One)       | 1:28              |                   |                   |                   |                   |                   |                   |                   |
| 10.               | Return to Energiser                                           | 4:35              |                   |                   |                   |                   |                   |                   |                   |
| 11.               | Interlude (digitális kiadásban)                               | 0:18              |                   |                   |                   |                   |                   |                   |                   |
| 12.               | Sorry You're Not a Winner                                     | 3:52              |                   |                   |                   |                   |                   |                   |                   |
| 13.               | Interlude (digitális kiadásban)                               | 0:35              |                   |                   |                   |                   |                   |                   |                   |
| 14.               | Jonny Sniper                                                  | 4:01              |                   |                   |                   |                   |                   |                   |                   |
| 15.               | Adieu                                                         | 5:40              |                   |                   |                   |                   |                   |                   |                   |
| 16.               | OK Time for Plan B                                            | 4:55              |                   |                   |                   |                   |                   |                   |                   |
| 17.               | Closing (digitális kiadásban, iTunes-on: Reprise Two)         | 2:44              |                   |                   |                   |                   |                   |                   |                   |
| 52:43             |                                                               |                   |                   |                   |                   |                   |                   |                   |                   |

## Kislemez
| Kislemezek |
| --- |
| Anything Can Happen in the Next Half Hour - Kiadás dátuma: 2007. március 5. - Ranglistás helyezés: 27. (Brit Kislemez Ranglista), 1. (Brit Rock Ranglista) |
| Jonny Sniper - Kiadás dátuma: 2007. június 18. - Ranglistás helyezés: 75. (Brit Kislemez Ranglista)                                                        |

## Ranglistás helyezések és minősítések
| Ranglista (2007)       | Legmagasabb helyezés |
| ---------------------- | -------------------- |
| Belga Albums Ranglista | 89                   |
| Ír Albums Ranglista    | 26                   |
| Brit Albums Ranglista  | 4                    |

## Közreműködők
| Zenekar - Roughton "Rou" Reynolds - ének, akusztikus gitár, billentyűs hangszerek, szintetizátor, programozott zenei elemek, elektronikus effektek, dalszöveg - Chris Batten - basszusgitár, háttérének - Liam "Rory" Clewlow - elektromos gitár, háttérének - Rob Rolfe - dob, ütőhangszerek További közreműködők - Enter Shikari - csapatkiáltás - Joel De'ath - csapatkiáltás - Ben Shute - csapatkiáltás - Ian Shortshaft - csapatkiáltás - Arlen Keyte - csapatkiáltás - Timbo Baggins - csapatkiáltás - Mark Thomas - csapatkiáltás - David Burgess - csapatkiáltás - Connor Masarich - csapatkiáltás | Gyártás - Enter Shikari - gyártás - Gavin Paul Maxwell - technikus - John Mitchell, Ben Humphreys - felvétel - Martin Giles - mastering - Peter Hill - fényképész - Keaton Henson - illusztráció, design Live at the Astoria DVD közreműködői - Lawrence Hardy - rendező, szerkesztő, operatőr - Paul McLoone, Manifesto Films - producer - Gavin Paul Maxwell - technikus - Andrew Carey, Hugo Levien, Tatsu Ozaki - operatőr - Jerome McCann - hangmérnök - James Kemp - hangkeverés - Jenifer Wright, Stephen Condell - slideshow, fényképek |